# لارگز
لارگز (به انگلیسی: Largs) یک شهرک در اسکاتلند است که در ایرشر شمالی واقع شده‌است. لارگز ۱۱٬۲۴۱ نفر جمعیت دارد.

## خواهرخوانده
شهر اندرناس-ل-بنز خواهرخواندهٔ لارگز هست.